# التكامل السياسي في الهند

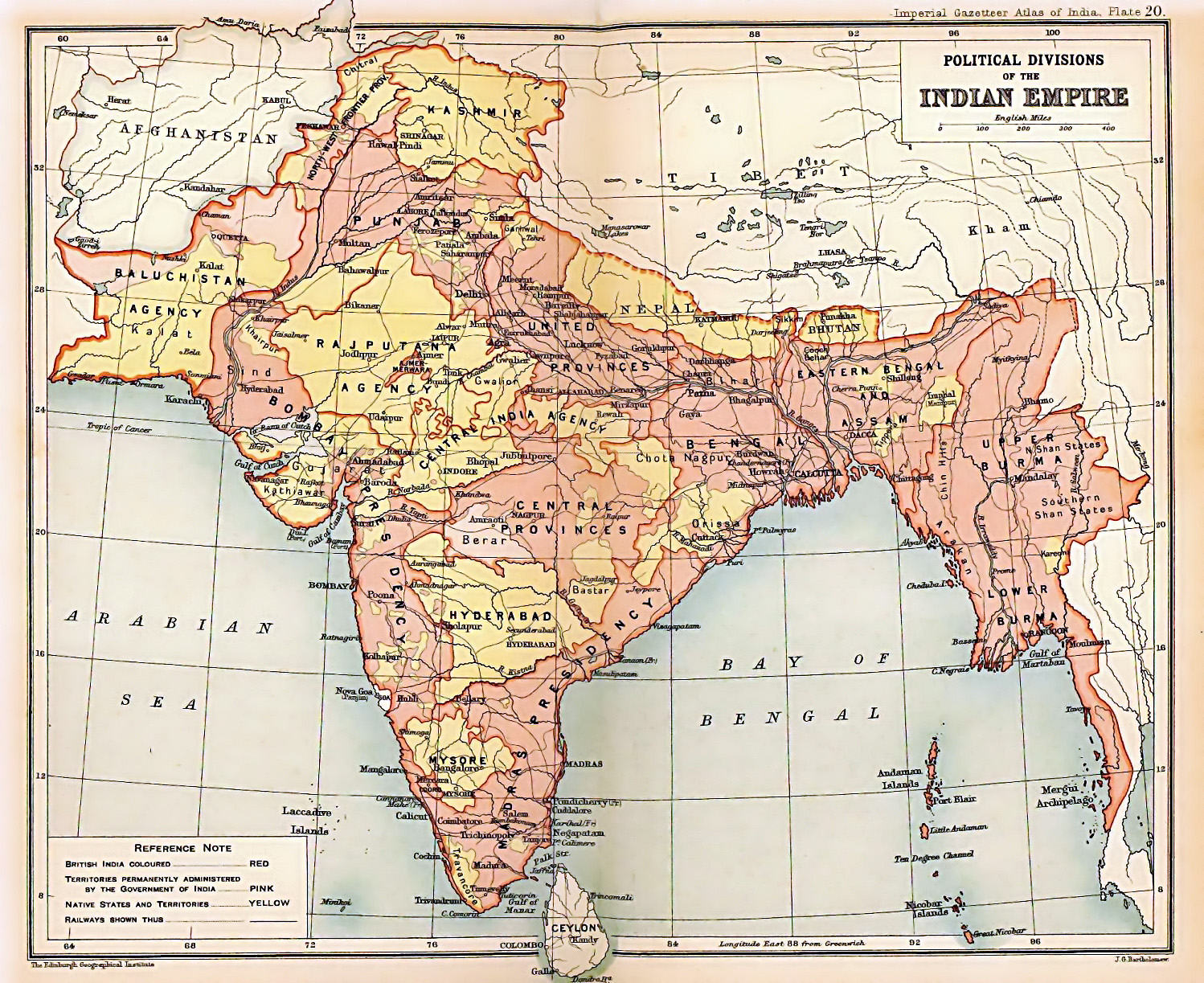
الراج البريطاني والولايات الأميرية في عام 1909

قسمت الهند، في فترة استقلال البلاد عام 1947، إلى قسمين، وقعت إحداهما تحت الحكم البريطاني المباشر، ووقعت الأخرى تحت هيمنة التاج البريطاني. مع ذلك، كان للقسمين حكام محليون يتناقلون الحكم بالوراثة، ويمتلكون سلطة إدارة الشؤون الداخلية للأراضي الواقعة تحت سيطرتهم. تضمن القسم الثاني من الأراضي 562 ولاية أميرية، تنوعت فيها وسائل تحصيل الدخل الوطني وتقاسمه مع البريطانيين، وكانت تعتمد في الكثير من الأحيان على حجم الولاية وعدد سكانها وظروفها المحلية. بالإضافة إلى ذلك، سيطرت كل من فرنسا والبرتغال على العديد من المقاطعات في الهند. كان الاندماج السياسي لهذه الأراضي هدفًا معلنًا للمؤتمر الوطني الهندي، وواصلت الحكومة الهندية سعيها في هذا المجال لعدة سنوات. من خلال تضافر عدة عوامل، تمكن كل من فابالا بانغوني مينون وساردار فالاباي باتل من إقناع حكام الولايات الأميرية بالاتحاد مع الهند. بعد موافقة الحكام على الانضمام إلى الهند، عمل مينون وباتل على توسيع سلطة الحكومة المركزية في الولايات وتعديل نظام إدراتها. حتى عام 1956، كان هناك خلاف بسيط بين المناطق التي كانت جزءًا من الهند البريطانية، والولايات الأميرية. في الوقت نفسه، تمكنت حكومة الهند، من خلال عدة وسائل تنوعت بين العسكرية والدبلوماسية، من فرض سيطرتها القانونية والفعلية على المستعمرات المتبقية على أرضها، ودمجها مع الهند.  
أثمرت هذه العملية عن دمج الغالبية العظمى من الولايات الأميرية في الهند. لكنها، ومع ذلك، لم تنجح في دمج بعض الولايات الأميرية، ولا سيما ولايات جامو وكشمير وتريبورا ومانيبور، إذا بقيت حركات التمرد الانفصالية فاعلة في هذه الولايات لعدة أسباب. لا تزال الحركات الانفصالية في كل من جامو وكشمير ومانيبور فاعلة حتى يومنا هذا، بالمقابل، تمكنت الحكومة الهندية من تحييد الحركات الانفصالية في تريبورا.

## الولايات الأميرية في الهند
تميز التاريخ المبكر للتوسع البريطاني في الهند بتبني نهجين مختلفين فيما يتعلق بالمواضيع المتعلقة بالولايات الأميرية. تمثل النهج الأول باتباع سياسة الضم، إذ سعى البريطانيون، في المقاطعات التي شكلت إمبراطوريتهم في الهند، إلى ضم الولايات الأميرية الهندية بالقوة، أما النهج الثاني، فتمثل باتباع سياسة الحكم غير المباشر، إذ فرض البريطانيون سياساتهم على الولايات الأميرية، في الوقت التي أدارت فيه حكومات هندية الشؤون الداخلية للولايات. خلال النصف الأول من القرن التاسع عشر، توجه البريطانيون نحو اتباع سياسة ضم الولايات الأميرية. مع ذلك، فرض التمرد الهندي لعام 1857، تغييرات على هذا النهج بعد إظهاره صعوبة ضم الولايات الأميرية وإخضاعها من جهة، وإظهاره فوائد الولايات الأميرية بصفتها مصدرًا للدعم من جهة أخرى. في عام 1858، تخلت بريطانيا بشكل رسمي عن سياسة الضم، واستندت العلاقة التي جمعت الولايات الأميرية ببريطانيا بعد ذلك إلى التحالفات الفرعية، إذ مارس البريطانيون السيادة على جميع الولايات الأميرية، لكنها، وبنفس الوقت، احترمتها وعملت على حماية سكانها بصفتهم حلفاء، مع السيطرة على علاقاتهم الخارجية. نُظمت العلاقات بين بريطانيا والولايات الأميرية من خلال عقد معاهدات فردية تنوعت على نطاق واسع. حصلت بعض الولايات بموجب هذه المعاهدات على حكم ذاتي داخلي كامل، فيما حصلت ولايات أخرى على صلاحيات واسعة في إدارة شؤونها الداخلية، وحصل بعض الحكام على ما يمكن أن يسمى استقلالًا ذاتيًا.
خلال القرن العشرين، قام البريطانيون بعدة محاولات لدمج الولايات الأميرية بشكل أوثق مع الهند البريطانية، وفي عام 1921، أنشؤوا مجلس الأمراء بصفته هيئة استشارية، ونقلوا، في عام 1936، مسؤولية إدارة شؤون الولايات الصغرى من المقاطعات الهندية إلى المجلس الجديد، وعملوا على خلق علاقات مباشرة بين حكومة الهند والولايات الأميرية الكبرى لتحل محل العملاء السياسيين. نص مخطط الاتحاد الوارد في قانون حكومة الهند لعام 1935 على توحيد الولايات الأميرية مع الهند البريطانية في ظل حكومة فيدرالية. اقتربت خطة تنفيذ هذا المخطط من النجاح، إلا أن اندلاع الحرب العالمية الثانية في عام 1939 حال دون تطبيقه على أرض الواقع. نتيجة لذلك، ظل مبدأ السيادة، إضافة إلى المعاهدات، ينظم العلاقة بين الولايات الأميرية والتاج البريطاني خلال أربعينيات القرن العشرين.
لم يكن من الممكن للسيادة البريطانية أو للتحالفات الفرعية أن تستمر بعد استقلال الهند. رأى البريطانيون أنه من غير الممكن لهم أن ينتقلوا إلى الدومينيونات المشكلة حديثًا في الهند وباكستان نظرًا للعلاقة القائمة بين التاج البريطاني والولايات الأميرية آنذاك. في الوقت نفسه، فرضت التحالفات على بريطانيا التزامات لم تكن مستعدة لمواصلة القيام بها، كالالتزام بالإبقاء على مجموعة من قواتها في الهند للدفاعات الأميرية. قررت الحكومة البريطانية، إثر ذلك، إنهاء سيادتها على الولايات الأميرية، مع إنهاء جميع المعاهدات التي ربطتها بتلك الولايات، بمجرد خروج قواتها من الأراضي الهندية.

## أسباب الضم
كان من شأن إنهاء السيادة البريطانية على الولايات الأميرية عودة جميع الحقوق الناشئة عن علاقة الولايات بالتاج البريطاني إلى الولايات، مع حصولها على الحق في حرية التفاوض على العلاقات مع الهند وباكستان «على أساس الحرية الكاملة». أدرك واضعو الخطط البريطانية المبكرة لنقل السلطة، كالعرض الذي قدمته بعثة كريبس، إمكانية أن تبرز بعض الولايات الأميرية مستقلة بعد استقلال الهند. لم يكن هذه الخيار مقبولًا بالنسبة للمؤتمر الوطني الهندي الذي اعتبر استقلال الولايات الأميرية بمثابة إنكار لمسار التاريخ الهندي، واعتبر هذا المخطط بمثابة «بلقنة» للهند. عادة ما كان المؤتمر أقل نشاطًا في الولايات الأميرية لسببين، تمثل أولهما بمحدودية مواردها التي حدت من القدرة على تنظيم أمور الولايات ومن القدرة على التركيز على هدف الاستقلال عن البريطانيين، أما ثانيهما فقد تمثل بتعاطف قادة الكونغرس، ولا سيما موهانداس غاني، مع الأمراء الأكثر تقدمية كونهم يشكلون مثالًا راقيًا على قدرة الهنود على حكم أنفسهم. تغير هذا في ثلاثينيات القرن العشرين نتيجة لخطة الاتحاد الواردة في قانون حكومة الهند لعام 1935 وصعود قادة الكونغرس الاشتراكي، من أمثال جايابراكاش ناريان، وبدأ بعدها الكونغرس الانخراط بالنشاطات السياسية والعمالية الشعبية في الولايات الأميرية. بحلول عام 1939، تبنى الكونغرس موقفًا رسميًا حول ضم الولايات الأميرية إلى الهند المستقلة، مع منح الولايات حكمًا ذاتيًا وحكومة خاصة. نتيجة لذلك، حاول الكونغرس، خلال المفاوضات التي أجراها مع البريطانيين، دمج الولايات الأميرية مع الهند المستقلة. لم يدعم البريطانيون هذه المحاولات لأنهم رأوا فيها أمورًا خارج نطاق سلطتهم.